# براندان بيرن
براندان بيرن (بالإنجليزية: Brendan Byrne) هو قاضي ومحامي وسياسي أمريكي، ولد في 1 أبريل 1924 في ويست أورنج في الولايات المتحدة، وتوفي في 4 يناير 2018 في الولايات المتحدة بسبب مرض معد. حزبياً، نشط في الحزب الديمقراطي. وقد انتخب حاكم نيو جيرسي ‏ (15 يناير 1974 – 19 يناير 1982).